# Суліма Євген Миколайович
Євген Миколайович Суліма (1 вересня 1968, Дніпропетровськ) — український та російський філософ, вчений у галузі соціальної філософії, сфері науки і освіти. Колишній перший заступник міністра освіти і науки України (з 28 лютого 2013 по 1 березня 2014). Доктор філософських наук (2004), професор (2006), член-кореспондент Національної академії педагогічних наук України (19.11.2010).
З 24 грудня 2010 року — перший заступник Міністра освіти і науки, молоді та спорту України.
З 17 березня 2010 року по 1 березня 2014 — заступник Міністра освіти і науки України. Перший заступник голови Державної акредитаційної комісії (2010). Перший заступник Голови атестаційної колегії міністерства освіти і науки України (2010).Голова комісії з реорганізації Міністерства освіти і науки, молоді та спорту України (2013). Член Національного олімпійського комітету України (2010), Наглядової Ради Національного університету «Юридична академія України ім. Ярослава Мудрого» (2011).
З 2012 – член Координаційної ради з питань розвитку громадянського суспільства (відповідно до Указу Президента України від 25 січня 2012 року № 32/2012).
З 2013 — член української частини Консультаційного Комітету Президентів України та Республіки Польща (відповідно до Розпорядження Президента України від 6 лютого 2013 року № 59/2013-рп). З 11 грудня 2020 — член Науково-консультативної ради Державної податкової служби України. (https://tax.gov.ua/data/normativ/000/003/74934/_713.pdf [Архівовано 26 січня 2021 у Wayback Machine.])
У 2021 році громадська організація «Червоний Губер» опублікувала [Архівовано 8 червня 2021 у Wayback Machine.] розслідування, де довела наявність у Євгена Суліми громадянства Російської Федерації отриманого у 2016 році.

## Освіта
1985–1992 навчався на філософському факультеті Київського університету імені Тараса Шевченка (диплом з відзнакою);
1997 захистив кандидатську дисертацію «Політичне лідерство як інститут влади (соціально-філософський аналіз)» (Дніпропетровський національний університет);
1995–2000 навчався в Національній юридичній академії імені Ярослава Мудрого (диплом з відзнакою);
2000–2003 навчався в Національній академії державного управління при Президентові України (Дніпропетровська філія) (диплом з відзнакою);
2004 року захистив докторську дисертацію за монографією «Глобальний соціальний порядок постіндустріалізму» (Дніпропетровський національний університет).

## Державна діяльність
1992–1994 — заступник голови комітету виконкому Дніпропетровської міської ради у справах молоді.
1994–1998 — депутат Жовтневої районної ради м. Дніпропетровська, заступник голови виконкому районної ради з питань освіти, науки, культури, молоді та спорту.
1999–2002 — начальник управління з питань внутрішньої політики Дніпропетровської обласної державної адміністрації .
2002 — переведений на роботу до Апарату Верховної Ради України.
2002–2003 — керівник служби Віце-прем'єр-міністра України.
2003–2005 — начальник управління науково-технічного та гуманітарного розвитку Департаменту координації здійснення соціальної, гуманітарної та регіональної політики Секретаріату Кабінету Міністрів України. Член ради Державного фонду фундаментальних досліджень; член правління Фонду соціального страхування з тимчасової втрати працездатності; секретар Комісії з організації діяльності технологічних парків та інноваційних структур інших типів Кабінету Міністрів України
2005–2010 — заступник завідувача секретаріатом Комітету з питань бюджету Верховної Ради України.
17 березня 2010 — 24 грудня 2010 — заступник Міністра освіти і науки України
19 листопада 2010 — обраний членом-кореспондентом Національної академії педагогічних наук України. Відділення загальної педагогіки та філософії освіти.
24 грудня 2010 — призначений першим заступником Міністра, Міністерство освіти і науки, молоді та спорту України
28 лютого 2013 — призначений першим заступником Міністра освіти і науки України.
01 березня 2014 — звільнений з посади першого заступника Міністра освіти і науки України.
Державний службовець 3-го рангу

## Державні нагороди
- Орден «За заслуги» II ст. (24 серпня 2012) — за значний особистий внесок у соціально-економічний, науково-технічний, культурно-освітній розвиток Української держави, вагомі трудові здобутки, багаторічну сумлінну працю та з нагоди 21-ї річниці незалежності України[4]
- Орден «За заслуги» ІІІ ст.(2004)
- Державна премія України в галузі освіти 2013 року — у номінації «наукові досягнення в галузі освіти» за цикл наукових праць «Філософія освіти: пошук пріоритетів» (у складі колективу)[5]
- Відомча відзнака Національної академії педагогічних наук України медаль «Ушинський К.Д.» (2013)

## Публікації
- Політичне лідерство як інститут влади (соціально- філософський аналіз) [Текст]: автореф. дис… канд. філос. наук: 09.00.03 / Суліма Євген Миколайович ; Дніпропетровський держ. ун-т. — Дніпропетровськ, 1997. — 23 с.
- Суліма Є. М. Глобальний соціальний порядок постіндустріалізму. Монографія. — Вид. 2-е, доповн. — К.: Генеза, 2004. — 336 с.
- Політична філософія [Текст]: підруч. / Є. М. Суліма [та інш.]; ред. Є. М. Суліма. — К. : Знання, 2006. — 799 с. — Бібліогр.: в кінці розд. — ISBN 966-346-082-2
- Глобалістика: підручник / Є. М. Суліма, М. А. Шепєлєв. — Київ: Вища школа, 2010; — 544 с. ISBN 978-966-642-442-9.
- Енергоефективні технології у вищих навчальних закладах: довідниковий посібник / за заг.редакцією Є. М. Суліми.- Ив.-Франківськ, 2011. — 404 с. — ISBN 978-966-694-155-1.
- Геополітика: Енциклопедія / за ред. Є. М. Суліми. — К. : Знання України, 2012. — 919 с. — ISBN 978-966-316-318-5
- Університет у національній інноваційній системі: монографія /авторський колектив Н. П. Мешко, М. В. Поляков, Є. М. Суліма — Дніпропетровськ: Видавництво ДНУ, 2012; — 434 с. — ISBN 978-966-551-386-5.
- Філософія: підруч./авторський колектив Л. В. Губерський, Є. М. Суліма, В. Г. Кремень, В. П. Андрющенко та інш.- Харьков: Фоліо, 2013; — 512 с. ISBN 978-966-03-6100-3.
- Педагогіка: баз. підруч. для студ. вищ. навч. закладів / авторський колектив І. Ф. Прокопенко, В. Г. Кремень, Є. М. Суліма, О. В. Сухомлинська та інші. — Харків: Фоліо, 2015. — 572 с. ISBN 978-966-03-7313-6.